# 존 하버드 동상

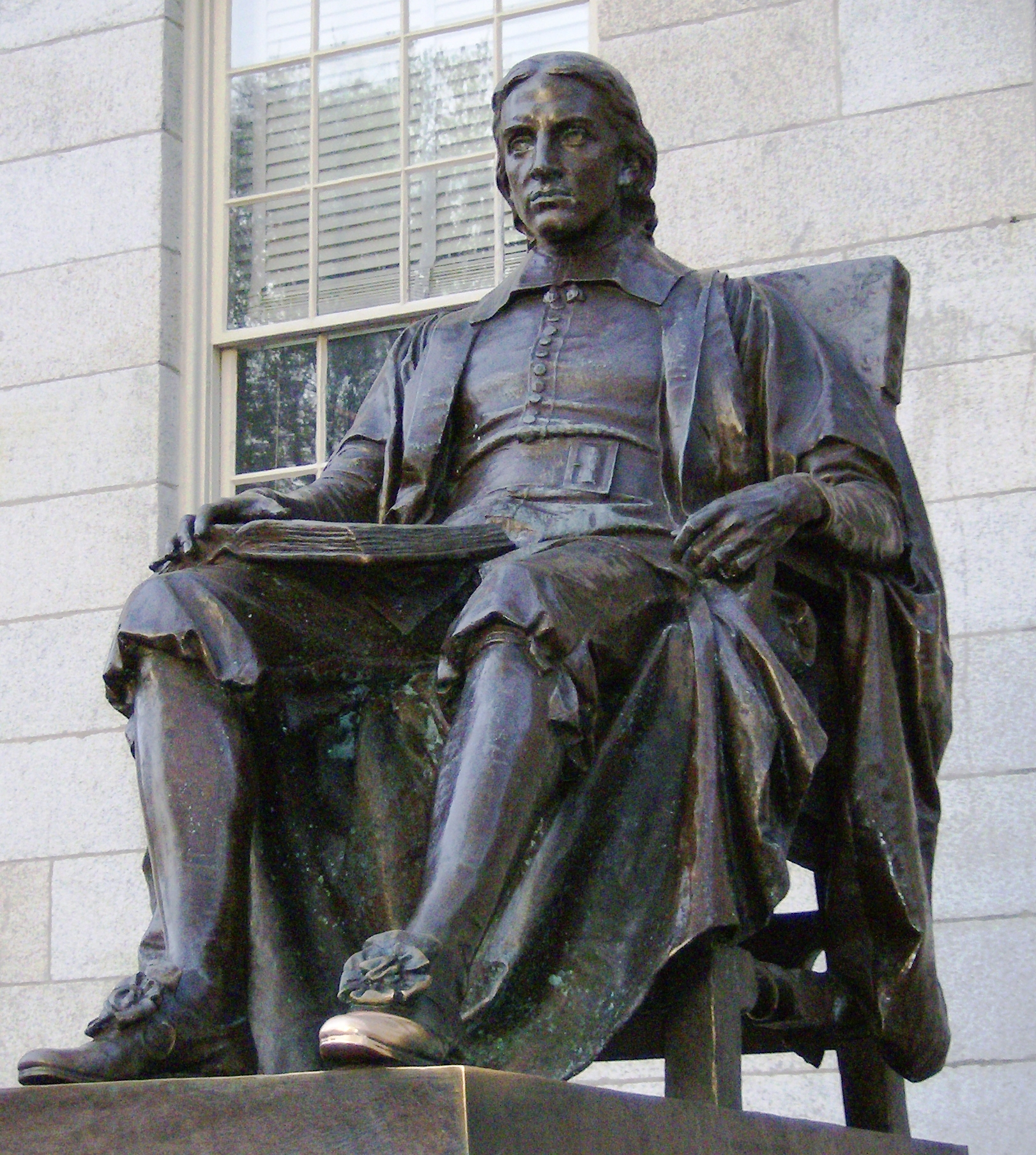
존 하버드 동상

존 하버드 동상(John Harvard)은 미국 하버드 대학교 하버드 야드 내에 있는 동상으로, 조각가 대니얼 체스터 프렌치의 1884년 작품이다. 하버드 대학교에 죽기 전 재산과 장서를 기증한 존 하버드를 기념하는 동상이며, 발끝을 만지면 하버드 대학교에 입학한다는 말이 있어 관광객들이 만지곤 한다. 그래서인지 동상의 발 부분이 많이 닳아있다.
이 동상에는 세 가지 유명한 거짓말이 있다.
- 이 동상은 존 하버드 본인의 모습이 아니다. 조각가 대니얼 체스터 프렌치가 하버드생 셔먼 호어(Sherman Hoar, A.B. 1882, LL.B. 1884)의 얼굴을 본따서 만든 것이다.
- 하버드 대학은 존 하버드가 설립하지 않았다. 존 하버드는 하버드 대학 최초의 주요 기부자였을 뿐 매사추세츠 식민지 일반의회(the Great and General Court of the Massachusetts Bay Colony)가 공식적으로 하버드 대학을 설립했다.
- 동상에 쓰여진 것과 다르게 하버드 대학은 1638년이 아니라 1636년에 설립되었다.